# UEFAチャンピオンズリーグ 2012-13 決勝
UEFAチャンピオンズリーグ 2012-13 決勝は、UEFAチャンピオンズリーグ 2012-13の決勝戦であり、58回目のUEFAチャンピオンズリーグの決勝戦である。2013年5月25日にイングランド・ロンドンのウェンブリー・スタジアムで行われ、バイエルン・ミュンヘンが12年ぶり5回目の優勝を果たした。

## 概要

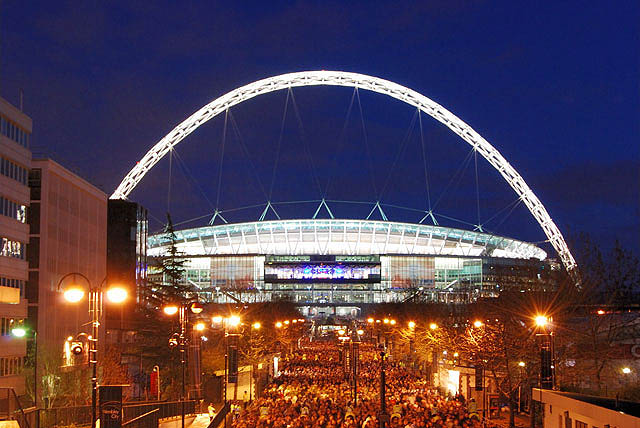
決勝戦の舞台となったウェンブリー・スタジアム

決勝戦はドイツ・ブンデスリーガに所属する2つのサッカークラブ、ボルシア・ドルトムントとバイエルン・ミュンヘンの間で行われる。UEFAチャンピオンズリーグの決勝戦の歴史において、初めてドイツのクラブ同士で決勝戦が開催される。この試合の勝者はUEFAヨーロッパリーグ 2012-13王者のチェルシーFCと対戦する2013 UEFAスーパーカップの出場権を獲得する他、UEFAサッカー連盟を代表して、2013年12月にモロッコで開催される2013 FIFAクラブワールドカップの出場権を獲得する。バイエルン・ミュンヘンがボルシア・ドルトムントを2-1で下し、12年ぶり5回目の優勝を果たした。

## 試合前
UEFAチャンピオンズリーグ及びその前身であるUEFAチャンピオンズカップにおいて、決勝戦がドイツのクラブ同士の対戦となるのは初である。また、決勝戦が同じサッカー協会に所属するクラブ同士の対戦となるのは2000年 (スペイン)、2003年 (イタリア)、2008年 (イングランド)に続いて4回目である。
バイエルン・ミュンヘンはUEFAチャンピオンズカップ時代を含め、UEFAチャンピオンズリーグの決勝戦に進出したのはこれが10回目である。これはレアル・マドリード (12回)とACミラン (11回)につぐ数字である。バイエルン・ミュンヘンは1973-74シーズン、1974-75シーズン、1975-76シーズンにUEFAチャンピオンズカップを3連覇したほか、2001年にUEFAチャンピオンズリーグ優勝経験がある。
また、バイエルン・ミュンヘンは今回を含め、この4年間で3回決勝戦に進出しているが、2010年と2012年は敗れて準優勝に終わっている。また、バイエルン・ミュンヘンはこれらの他に1982年、1987年、1999年と3回の準優勝経験がある。
ボルシア・ドルトムントにとって、今回は2回目のチャンピオンズリーグ決勝戦進出である。ドルトムントは1997年に決勝戦に進出、この時はユヴェントスを破って優勝している。前年王者として出場した翌シーズン、ドルトムントはバイエルンと準々決勝で対戦、2戦合計0-1で敗れて2連覇を阻まれている。

### 試合会場
決勝戦の会場となるロンドンのウェンブリー・スタジアムはイングランドの国立競技場であり、サッカーイングランド代表のホームスタジアムである。ウェンブリー・スタジアムでの決勝戦開催は2011年6月16日に決定された。ウェンブリー・スタジアムは2011年のUEFAチャンピオンズリーグ決勝戦の会場でもあり、UEFAチャンピオンズリーグの歴史において3年に2回UEFAチャンピオンズリーグ決勝戦の会場となった初のスタジアムである。3年間で2回という短期間に同一のスタジアムで複数開催を行うことに関して、UEFA会長のミシェル・プラティニは、本年決勝戦をイングランドで開催するのはフットボール・アソシエーション誕生150周年を祝うものであると説明している。ウェンブリー・スタジアムでUEFAチャンピオンズリーグ (前身であるUEFAチャンピオンズカップを含む)の決勝戦が開催されるのは、1963年、1968年、1971年、1978年、1992年、2011年に続いて7回目である。
建て替えられる前のウェンブリー・スタジアムは5回のUEFAチャンピオンズカップ決勝戦の会場となってきた。1968年と1978年は両方共イングランドのクラブが勝利しており、1968年にはマンチェスター・ユナイテッドがベンフィカを4-1で、1978年にはリバプールがクラブ・ブルッヘを1-0で破って優勝を果たしている。ベンフィカは1963年の決勝戦でもACミランに1-2で敗れて準優勝に終わっている。また、アヤックスはウェンブリー・スタジアムで行われた1971年の決勝戦でパナシナイコスを2-0で破って優勝を果たしている。翌年よりUEFAチャンピオンズリーグが導入され、UEFAチャンピオンズカップとして最後の開催年となった1992年の決勝戦では、スペインのクラブFCバルセロナがイタリアのクラブサンプドリアを1-0で破って優勝を果たしている。
スタジアムは1923年に大英帝国博覧会の開催を目的として開場、当初はエンパイア・スタジアムとして知られていた。同じ年にFAカップの決勝戦が同スタジアムで開催され、約200,000人の観客がボルトン・ワンダラーズ対ウェストハム・ユナイテッドの試合を見に訪れた。1966 FIFAワールドカップにおいて、サッカーイングランド代表はサッカー西ドイツ代表との決勝戦 (4-2でイングランド代表が勝利)を含め、すべての試合をウェンブリー・スタジアムで戦った。また、イングランドで開催されたUEFA EURO 1996でも、イングランド代表はすべての試合をウェンブリー・スタジアムで戦っている。元のスタジアムは2000年に閉鎖されて3年後に取り壊され、90,000人を収容するスタジアムとして2007年に開場した。新スタジアムは2011年の決勝戦の会場となり、この年はバルセロナがマンチェスター・ユナイテッドを2年前と同様に3-1で破り4回目の優勝を果たしている。

### アンバサダー
チャンピオンズリーグで2回優勝を達成している元サッカーイングランド代表のスティーヴ・マクマナマンが決勝戦の公式アンバサダーに任命された。

### チケット販売
チケットは2013年2月11日から3月15日まで一般販売された。チケットの販売価格は以下のとおり。
| カテゴリー                 | 販売価格  |
| -------------------------- | --------- |
| カテゴリー1                | 330ポンド |
| カテゴリー2                | 230ポンド |
| カテゴリー3                | 140ポンド |
| カテゴリー4 (車椅子用)     | 60ポンド  |
| カテゴリー2 (ファミリー用) | 120ポンド |

これとは別に決勝戦に進出した2つのクラブのファンに対し、それぞれ25,000枚のチケットが販売される。ボルシア・ドルトムントは502,567人のファンからチケット問い合わせがあったと発表、一方のバイエルン・ミュンヘンは約250,000人のファンから問い合わせがあったと発表した。両方のクラブとも、販売は抽選により行われた。

### 関連イベント
UEFAチャンピオンズ・フェスティバルが2013年5月23日から26日まで、ストラトフォード・シティのクイーン・エリザベス・オリンピック・パークに隣接するインターナショナル・クォーターで開催される。
また、UEFA女子チャンピオンズリーグ 2012-13の決勝戦は2013年5月23日に、ロンドンのスタンフォード・ブリッジで行われ、女子ブンデスリーガに所属するヴォルフスブルクが優勝した。UEFAチャンピオンズリーグとUEFA女子チャンピオンズリーグにおいて、同じ協会に所属するクラブが優勝するのは初めてのことである。

## 決勝戦までの道のり
註: 以下のすべての結果は、決勝戦進出2クラブの得点を前に表示している。
| チーム                 | 試 | 勝 | 分 | 敗 | 得 | 失 | 差 | 点 |
| ---------------------- | -- | -- | -- | -- | -- | -- | -- | -- |
| ボルシア・ドルトムント | 6  | 4  | 2  | 0  | 11 | 5  | +6 | 14 |
| レアル・マドリード     | 6  | 3  | 2  | 1  | 15 | 9  | +6 | 11 |
| アヤックス             | 6  | 1  | 1  | 4  | 8  | 16 | −8 | 4  |
| マンチェスター・シティ | 6  | 0  | 3  | 3  | 7  | 11 | −4 | 3  |

| チーム                 | 試 | 勝 | 分 | 敗 | 得 | 失 | 差 | 点 |
| ---------------------- | -- | -- | -- | -- | -- | -- | -- | -- |
| バイエルン・ミュンヘン | 6  | 4  | 1  | 1  | 15 | 7  | +8 | 13 |
| バレンシア             | 6  | 4  | 1  | 1  | 12 | 5  | +7 | 13 |
| BATEボリソフ           | 6  | 2  | 0  | 4  | 9  | 15 | -6 | 6  |
| リール                 | 6  | 1  | 0  | 5  | 4  | 13 | -9 | 3  |

## 試合

### 出場選手
来シーズンよりバイエルン・ミュンヘンへの加入が決定しているボルシア・ドルトムントのマリオ・ゲッツェはハムストリングの負傷により決勝戦の欠場が決定している。一方、手術で出場が危ぶまれていた右サイドバックのウカシュ・ピシュチェクは出場が可能となっている。バイエルン・ミュンヘンは内転筋を負傷したトニ・クロースと膝を痛めて約10ヶ月の離脱が見込まれるディフェンダーのホルガー・バトシュトゥバーを欠くが、他は全員出場可能である。

### 概要
| 2013年5月25日 19:45 BST |

| ボルシア・ドルトムント   | 1 - 2    | バイエルン・ミュンヘン              |
| ギュンドアン 68分 (pen.) | レポート | マンジュキッチ 60分 · ロッベン 89分 |

| ウェンブリー・スタジアム, ロンドン 観客数: 86,298 主審: ニコラ・リッツォーリ |

| ドルトムント | バイエルン |

| GK                 | 1  | ローマン・ヴァイデンフェラー |      |        |
| RB                 | 26 | ウカシュ・ピシュチェク       |      |        |
| CB                 | 4  | ネヴェン・スボティッチ       |      |        |
| CB                 | 15 | マッツ・フンメルス           |      |        |
| LB                 | 29 | マルセル・シュメルツァー     |      |        |
| DM                 | 8  | イルカイ・ギュンドアン       |      |        |
| DM                 | 6  | スヴェン・ベンダー           |      | 90+1分 |
| RW                 | 16 | ヤクプ・ブワシュチコフスキ   |      | 90+1分 |
| AM                 | 11 | マルコ・ロイス               |      |        |
| LW                 | 19 | ケヴィン・グロスクロイツ     | 73分 |        |
| FW                 | 9  | ロベルト・レヴァンドフスキ   |      |        |
| 控え               |    |                              |      |        |
| GK                 | 20 | ミッチェル・ランゲラック     |      |        |
| DF                 | 27 | フェリペ・サンタナ           |      |        |
| MF                 | 21 | オリヴァー・キルヒ           |      |        |
| MF                 | 5  | セバスティアン・ケール       |      |        |
| MF                 | 7  | モリッツ・ライトナー         |      |        |
| MF                 | 18 | ヌリ・シャヒン               |      | 90+1分 |
| FW                 | 23 | ユリアン・シーバー           |      | 90+1分 |
| 監督               |    |                              |      |        |
| ユルゲン・クロップ |    |                              |      |        |

| GK                 | 1  | マヌエル・ノイアー                     |      |        |
| RB                 | 21 | フィリップ・ラーム                     |      |        |
| CB                 | 17 | ジェローム・ボアテング                 |      |        |
| CB                 | 4  | ダンテ                                 | 29分 |        |
| LB                 | 27 | ダヴィド・アラバ                       |      |        |
| DM                 | 8  | ハビ・マルティネス                     |      |        |
| DM                 | 31 | バスティアン・シュヴァインシュタイガー |      |        |
| RW                 | 10 | アリエン・ロッベン                     |      |        |
| AM                 | 25 | トーマス・ミュラー                     |      |        |
| LW                 | 7  | フランク・リベリー                     | 73分 | 90+1分 |
| CF                 | 9  | マリオ・マンジュキッチ                 |      | 90+4分 |
| 控え               |    |                                        |      |        |
| GK                 | 22 | トム・シュターケ                       |      |        |
| DF                 | 5  | ダニエル・ファン・ブイテン             |      |        |
| MF                 | 11 | ジェルダン・シャチリ                   |      |        |
| MF                 | 30 | ルイス・グスタヴォ                     |      | 90+1分 |
| MF                 | 44 | アナトリー・ティモシュチュク           |      |        |
| FW                 | 14 | クラウディオ・ピサーロ                 |      |        |
| FW                 | 33 | マリオ・ゴメス                         |      | 90+4分 |
| 監督               |    |                                        |      |        |
| ユップ・ハインケス |    |                                        |      |        |

| UEFA選出マン・オブ・ザ・マッチ アリエン・ロッベン (バイエルン・ミュンヘン) ファン選出マン・オブ・ザ・マッチ マヌエル・ノイアー (バイエルン・ミュンヘン) 副審: レナト・ファヴェラニ アンドレア・ステファニー 第4審判: ダミル・スコミナ 追加副審: ジャンルカ・ロッキ パオロ・ターリャヴェント | 試合ルール - 試合時間は90分。 - 90分終了後同点の場合、30分の延長戦が行われる。 - 120分終了後同点の場合、PK戦で勝敗が決定される。 - 控えは7名。 - 最大3人まで交代可能。 |

### 試合展開
前半
序盤からポゼッションを試みるバイエルンに対し、ドルトムントが高い位置から積極的にプレスを仕掛けて主導権を握っていく。10分、マルコ・ロイスへのパスが跳ね返されたこぼれ球をヤクブ・ブワシュチコフスキが直接狙ったのがこの試合最初のシュートとなった。14分にはロベルト・レヴァンドフスキがエリア手前左からミドルシュートを放ち、GKマヌエル・ノイアーにこの試合初めてセーブを強いた。さらにこれで得たCKで、ショートコーナーからロイスのクロスにブワシュチコフスキが右足ダイレクトで合わせたがここもノイアーの好セーブに阻まれた。その後、19分にエリア手前でロイス、22分には左CKからエリア内でスヴェン・ベンダーにシュートチャンスが訪れたが、ことごとくノイアーが防ぐ。劣勢のバイエルンは26分、フランク・リベリーの左からのクロスにマリオ・マンジュキッチが打点の高いヘディングで合わせたが、GKローマン・ヴァイデンフェラーに右手一本のセーブに阻まれた。直後のCKでハビ・マルティネスがヘディングシュートを放つが枠のわずかに上。30分にはトーマス・ミュラーのスルーパスでアリエン・ロッベンがGKと1対1の決定機を迎えたが、ヴァイデンフェラーが正面でセーブした。ドルトムントも35分、ロイスのスルーパスでレヴァンドフスキが抜け出したがこちらはノイアーの飛び出しに阻まれた。43分、バイエルンはロッベンがマッツ・フンメルスとの競り合いに勝って再び1対1の決定機を迎えるもヴァイデンフェラーが顔面でセーブと、前半は両守護神が好セーブを連発し、スコアレスで終了した。
後半
後半も球際での激しい攻防が続き、両者とも決定機が生まれない。そんな中59分、バイエルンは右CKからハビ・マルティネスがフリックしたボールをマンジュキッチが至近距離から頭で狙うがヴァイデンフェラーの正面に飛んでしまった。直後の60分、リベリーがエリア内で相手を引きつけスルーパスを出し、反応したロッベンがヴァイデンフェラーにコースを狭められながらもタッチライン際から折り返すと、ファーサイドのマンジュキッチが左足で押し込み先制に成功した。その後は徐々にバイエルンが前がかりになってドルトムントを押し込み始める。ドルトムントはカウンターに活路を見出したいが、ボールを収めることができず攻撃機会が摘み取られた。それでも67分、エリア内でロイスが足を高く上げたダンテと交錯、PKを獲得すると、これをイルカイ・ギュンドアンが決めて同点に追い付いた。勢いづいたドルトムントは70分、カウンターから攻撃参加したフンメルスがミドルシュートを放つが枠の大きく上に外れた。72分にはフンメルスのバックパスをミュラーが掻っ攫い、GKをかわして中央のロッベンに向け折り返すが、ネヴェン・スボティッチが懸命に戻りロッベンが押し込む直前にゴールライン上でクリアし難を逃れた。74分にはレヴァンドフスキがゴール前30mの位置でトラップから強烈な右足ボレーシュートを放つと、ドライブ回転のかかったボールはゴールに突き刺さったがトラップが腕だったという判定でノーゴールとなった。ここからバイエルンの一方的な展開となり、76分にはミュラーの落としを受けたダヴィド・アラバが左足ミドルで狙うがヴァイデンフェラーがセーブ。82分にはフィリップ・ラームのクロスにマンジュキッチが合わせてCKを獲得し、CKからこぼれ球をバスティアン・シュヴァインシュタイガーが狙うも枠の大きく上。87分にはラームの折り返しをミュラーが合わせると見せかけてスルーし、シュヴァインシュタイガーが後ろから左足で狙うがこれもヴァイデンフェラーが弾いた。しかし猛攻を続けると、89分、ロングボールをリベリーが収め、エリア手前でヒールパス、これに反応したロッベンがエリア内に侵入し、ドルトムント守備陣のタックルを振り切り、珍しく力でヴァイデンフェラーとの1対1を制してゴール右に蹴りこみ勝ち越しに成功した。後のないドルトムントはフンメルスを上げパワープレーに出るも及ばず、試合終了。バイエルンが2-1でドルトムントを破り、クラブ史上初の3冠を達成した。

### チーム別データ
|                | ボルシア・ ドルトムント | バイエルン・ ミュンヘン |
| -------------- | ----------------------- | ----------------------- |
| 得点           | 0                       | 0                       |
| シュート       | 7                       | 5                       |
| 枠内シュート   | 5                       | 3                       |
| GKセーブ       | 3                       | 5                       |
| ボール支配率   | 40%                     | 60%                     |
| コーナーキック | 5                       | 3                       |
| ファール       | 5                       | 2                       |
| オフサイド     | 0                       | 2                       |
| イエローカード | 0                       | 1                       |
| レッドカード   | 0                       | 0                       |

|                | ボルシア・ ドルトムント | バイエルン・ ミュンヘン |
| -------------- | ----------------------- | ----------------------- |
| 得点           | 1                       | 2                       |
| シュート       | 5                       | 9                       |
| 枠内シュート   | 3                       | 6                       |
| GKセーブ       | 4                       | 1                       |
| ボール支配率   | 44%                     | 56%                     |
| コーナーキック | 1                       | 5                       |
| ファール       | 6                       | 5                       |
| オフサイド     | 1                       | 2                       |
| イエローカード | 1                       | 1                       |
| レッドカード   | 0                       | 0                       |

|                | ボルシア・ ドルトムント | バイエルン・ ミュンヘン |
| -------------- | ----------------------- | ----------------------- |
| 得点           | 1                       | 2                       |
| シュート       | 12                      | 14                      |
| 枠内シュート   | 8                       | 9                       |
| GKセーブ       | 7                       | 6                       |
| ボール支配率   | 42%                     | 58%                     |
| コーナーキック | 6                       | 8                       |
| ファール       | 11                      | 7                       |
| オフサイド     | 1                       | 4                       |
| イエローカード | 1                       | 2                       |
| レッドカード   | 0                       | 0                       |

### 選手別データ
| 選手名             | 得点 | アシスト | 枠内シュート | 枠外シュート | オフサイド | ファール | 被ファール | イエローカード | レッドカード |
| ------------------ | ---- | -------- | ------------ | ------------ | ---------- | -------- | ---------- | -------------- | ------------ |
| ヴァイデンフェラー | 0    | 0        | 0            | 0            | 0          | 0        | 0          | 0              | 0            |
| ピシュチェク       | 0    | 0        | 0            | 0            | 0          | 2        | 0          | 0              | 0            |
| スボティッチ       | 0    | 0        | 0            | 0            | 0          | 1        | 0          | 0              | 0            |
| フンメルス         | 0    | 0        | 0            | 1            | 0          | 0        | 0          | 0              | 0            |
| シュメルツァー     | 0    | 0        | 0            | 0            | 0          | 0        | 0          | 0              | 0            |
| ギュンドアン       | 1    | 0        | 1            | 0            | 0          | 0        | 1          | 0              | 0            |
| ベンダー           | 0    | 0        | 1            | 0            | 0          | 1        | 0          | 0              | 0            |
| ブワシュチコフスキ | 0    | 0        | 2            | 1            | 0          | 0        | 1          | 0              | 0            |
| ロイス             | 0    | 0        | 1            | 0            | 0          | 0        | 3          | 0              | 0            |
| グロスクロイツ     | 0    | 0        | 0            | 1            | 0          | 1        | 0          | 1              | 0            |
| レヴァンドフスキ   | 0    | 0        | 2            | 1            | 1          | 0        | 0          | 0              | 0            |
| ランゲラク         | 0    | 0        | 0            | 0            | 0          | 0        | 0          | 0              | 0            |
| サンタナ           | 0    | 0        | 0            | 0            | 0          | 0        | 0          | 0              | 0            |
| キルヒ             | 0    | 0        | 0            | 0            | 0          | 0        | 0          | 0              | 0            |
| ケール             | 0    | 0        | 0            | 0            | 0          | 0        | 0          | 0              | 0            |
| ライトナー         | 0    | 0        | 0            | 0            | 0          | 0        | 0          | 0              | 0            |
| シャヒン           | 0    | 0        | 0            | 0            | 0          | 0        | 0          | 0              | 0            |
| シーバー           | 0    | 0        | 1            | 0            | 0          | 0        | 0          | 0              | 0            |

| 選手名                   | 得点 | アシスト | 枠内シュート | 枠外シュート | オフサイド | ファール | 被ファール | イエローカード | レッドカード |
| ------------------------ | ---- | -------- | ------------ | ------------ | ---------- | -------- | ---------- | -------------- | ------------ |
| ノイアー                 | 0    | 0        | 0            | 0            | 0          | 0        | 0          | 0              | 0            |
| ラーム                   | 0    | 0        | 0            | 0            | 0          | 0        | 1          | 0              | 0            |
| ボアテング               | 0    | 0        | 0            | 0            | 0          | 0        | 2          | 0              | 0            |
| ダンテ                   | 0    | 0        | 0            | 0            | 0          | 2        | 0          | 1              | 0            |
| アラバ                   | 0    | 0        | 1            | 0            | 0          | 0        | 0          | 0              | 0            |
| ハビ・マルティネス       | 0    | 0        | 0            | 1            | 0          | 2        | 2          | 0              | 0            |
| シュヴァインシュタイガー | 0    | 0        | 1            | 1            | 0          | 1        | 0          | 0              | 0            |
| ロッベン                 | 1    | 1        | 3            | 0            | 1          | 1        | 2          | 0              | 0            |
| ミュラー                 | 0    | 0        | 0            | 1            | 1          | 0        | 0          | 0              | 0            |
| リベリー                 | 0    | 1        | 0            | 0            | 0          | 1        | 2          | 1              | 0            |
| マンジュキッチ           | 1    | 0        | 4            | 2            | 2          | 0        | 1          | 0              | 0            |
| シュターケ               | 0    | 0        | 0            | 0            | 0          | 0        | 0          | 0              | 0            |
| ファン・ブイテン         | 0    | 0        | 0            | 0            | 0          | 0        | 0          | 0              | 0            |
| シャチリ                 | 0    | 0        | 0            | 0            | 0          | 0        | 0          | 0              | 0            |
| グスタヴォ               | 0    | 0        | 0            | 0            | 0          | 0        | 0          | 0              | 0            |
| ティモシュチュク         | 0    | 0        | 0            | 0            | 0          | 0        | 0          | 0              | 0            |
| ピサーロ                 | 0    | 0        | 0            | 0            | 0          | 0        | 0          | 0              | 0            |
| ゴメス                   | 0    | 0        | 0            | 0            | 0          | 0        | 0          | 0              | 0            |

## 試合後
ユップ・ハインケス監督は1998年にレアル・マドリードを率いてチャンピオンズリーグ優勝を果たして以来、二度目のチャンピオンズリーグ制覇となった。2つの異なるクラブでのチャンピオンズリーグ優勝はエルンスト・ハッペル (フェイエノールト: 1970年、ハンブルガーSV: 1983年)、オットマー・ヒッツフェルト (ボルシア・ドルトムント: 1997年、バイエルン・ミュンヘン: 2001年)、ジョゼ・モウリーニョ (FCポルト: 2004年、インテルナツィオナーレ・ミラノ: 2010年)についで4人目となる。また、ハインケス監督は68歳17日で優勝を達成したが、これは1993年にオリンピック・マルセイユを率いて優勝したレイモン・ゲタルス (71歳232日)についで2番目の高齢優勝監督となった。なお、ハインケスはこの年の6月13日に監督業からの引退を宣言したため、今回の決勝がチャンピオンズリーグ最後の采配となった。

## 日本におけるテレビ中継
- フジテレビ系列

＜ウェンブリー・スタジアム＞
- - 実況:西岡孝洋、解説:清水秀彦

＜東京・フジテレビ＞
- - 進行役:ジョン・カビラ、本田朋子、解説:藤田俊哉
- 日本テレビ系列 (ハイライトによる録画放送)
  - 実況:鈴木健、解説:都並敏史